# San Matías Tlalancaleca
San Matias Tlalancaleca es una localidad del estado de Puebla, en México, cabecera del municipio homónimo que se localiza en la parte centro oeste del estado y tiene una superficie de 52.30 kilómetros cuadrados.

## Toponimia
Como la gran mayoría de las poblaciones en México, el nombre contiene un término español (San Matías, en este caso en honor a San Matías Apóstol) y otro de origen indígena, Tlalancaleca (náhuatl, en este caso), que significa "El lugar que tiene casas escondidas", de los vocablos tlalli, "tierra"; tlani, "abajo", y calli, "casa", es decir, "bajo la tierra" o "casas subterráneas".[cita requerida]

## Demografía
Los habitantes del municipio de San Matías Tlalancaleca se alojan en 3,560 viviendas particulares, con un promedio de ocupantes de 6.5 habitantes por vivienda, los materiales utilizados principalmente para su construcción, son: el cemento.

## Fiestas del municipio
El 24 de febrero es la fiesta patronal de la cabecera municipal en honor a San Matías Apóstol y en recuerdo de su fundación, en la cual se realizan eventos religiosos los días 24 y 25, bailes populares el día 25 de febrero, jaripeo, palenque y el cierre de feria el domingo siguiente. Incluye actividades religiosas y populares organizadas por el la iglesia.

### Otras poblaciones
En San Antonio Arenas, el 13 de junio; en Juárez Coronaco, el 21 de marzo, y en San Francisco Tlaloc, el 4 de octubre.
En todo el municipio, se celebra el Día de Muertos, la Semana Santa y el Día de la Virgen de Guadalupe, que es fiesta nacional. Esto además de las conmemoraciones cívicas habituales del país: el 16 de septiembre (Independencia de México) y el 20 de noviembre (Revolución mexicana).